# ラセン階段
ラセン階段（ラセンかいだん）は日本のバンド。篠原ヒカル/ゆたかの2人で構成された関西を中心に活動するマルチバースバンド。

## メンバー

### 現メンバー
篠原ヒカル
（ギター・ボーカル）2015年-
ラセン階段発起人。天然パーマ。1時間ぐらいで作曲ができる。
様々な魑魅魍魎を抱えるボーカリスト。
2015年頃に腕時計の魅力に気づいて以来、腕時計をこよなく愛す。愛用の腕時計はSINN。
（腕時計がすごく好きな割に経済的な事情により、2024年現在所有の腕時計は6本）
2020年頃から原付を愛用。
2023年2月、4回目となる阪急百貨店うめだ本店来店でSWATCHのMISSION ON EARTHを入手、嬉しそうに着用している。
2023年6月、愛用していた原付が修理不能な状態に陥り愛車を失う。原付がないととんでもない行動制限がかかることにこの時初めて気づき即日新しい愛車を購入。
2023年8月、30歳目前にして慌てて行ったことのなかった東京タワーに行き、ギリギリ２０代で東京タワーを制覇。
３０代でやりたいと思っている大人の趣味は落語鑑賞とゴルフ。

ゆたか
（キーボード・ボーカル）2015年-
狂犬マックを飼い慣らすキーボーディスト。
学生のころ本名が「水谷豊」に似ていたことから現在の名前が誕生した。

### 元メンバー
- ごっしー（ドラム）2015年　バンドの名付け親
- はるちゃん（ベース）　2015年
- あやお（ベース）　2015年-2017年
- SANO（ドラム）　2015年-2019年
- 荒谷圭佑（ギター）　2015年-2019年

## バイオグラフィー
2013年
- 4月、専門学校ESPエンタテインメント大阪でメンバーが出会う

2015年
- 7月、自主企画ライブ「ミュージックジャンクションVol.1」を心斎橋VARONで開催
- 2015年の終わり頃に正式に結成

2016年

- 8月、自主企画ライブ「一緒に階段登っちゃいません⁉️」を京橋Arcで開催

2017年
- 6月、自主企画ライブ「Our Life is our art!」を京橋Arcで開催

2018年
- 5月「八尾フェス」に出演し、天童よしみと対バン。

2019年
- 2月8日、YAO ROCK FEST Vol.5出演
- 4月、自主企画「ラセン階段 Presents 篠原Radio!」開催
- 8月3日、ハツナツフェス出演
- 11月、ライブ直後にそのまま配信番組撮影に出発。原付で伊勢神宮へ。篠原TVチーム結成。
- 12月、突如メンバーが激減、現在の2名体制に

2020年
- 1月、篠原TV from ラセン階段配信開始
- 2月、30時間テレビを配信
- 3月5日、篠原が直撃LIVE グッディ!から新型コロナウイルス関連取材を受けた。
- 3月、「篠原LIVE from ラセン階段〜全部ウイルスが悪いんだ〜」をStepHALLにて開催。以降定期的篠原LIVEが開催されるようになる。
- 4月、「100日後にトランペットを吹く篠原」始動。
- 9月、篠原FESTIVAL[2]を2会場（StepHALL/What'sUP?)から同時配信。
- 12月、iPhone 12 Proのみで新曲「刹那」のMVを某キャンプ場で撮影。同時撮影を行った篠原TV・山の肉祭りはデータ紛失によりお蔵入り。

2021年
- 1月11日、新曲「刹那[3]」MV公開
- 3月18日、新曲「9度目の春[4]」MV公開
- 5月27日、篠原LIVE in HOPSTUDIO[5]を配信
- 12月1日、突然の解散LIVEの告知にファンが騒然。同月30日、告知通り解散LIVE「ラセン階段 解散LIVE -Forever BEST. Beyond the Dimension-[6]」が行われる

2022年
- 1月2日、「マルチバースバンド・ラセン階段」として復活。4日、新曲「Answer[7]」を公開。以後、多様なバンド性を求め、枠にとらわれないマルチバースな活動が始まる。
- 9月4日、新曲「Battle Kingdom[8]」MV公開
- 12月13日、新曲「大切なもの[9]」MV公開

2023年
- 4月13日、2ndアルバム「ビッグバン[10]」をカセットテープという時代に逆行したスタイルでリリース。
- 4月13日、リリース日にStepHALLにてレコ発イベント BIGBANG〜The beginning of multiverse〜を開催
- 6月20日、StepHALLにて行われたBattleKingdomにてKEITOに王冠奪還を挑むも敗北
- 9月28日、篠原ヒカル30歳を記念してぱっぱらぱーてぃー〜篠原 30th annivversary SP〜を開催
- 12月、ゆたかの愛犬である狂犬マックが悲しみの中この世を去る

2024年
- 4月29日、久しぶりの主催フェス「SHINOHARA FESTIVAL　2024」を開催
- 12月28日、初の共同企画、高野稜×篠原ヒカル(fromラセン階段) 合同企画「怪人！アルコールマンの大宴〜飲んべぇ大集合！酔っ払い忘年会〜」を開催

2025年
- 1月1日、ラセン階段10周年企画スタート
- 4月29日、篠原FESTIVAL2025〜10引く7は3バ〜を開催
- 10月12日、10周年を記念したバンド史上初のワンマンライブを開催

## ディスコグラフィー

### アルバム
2020年
- introduction（先行配信:3月20日/CDリリース:3月25日）

#### 2023年
- ビッグバン（4月13日）

　　1.Answer/2.原付戦隊チャレンジャー/3.9度目の春/4.ヒガンバナ/5.Battle Kingdom/6.ぱっぱらぱー/7.ぺちゃくちゃもぐもぐ/8.MyWay/9.刹那/10.大切なもの/11.goodbye
2025年
- 未完成（10月15日/ベストアルバム）

　　1.人間失格 10th Anniversary Edition/2.Answer/3.原付戦隊チャレンジャー!/4.ゆけ!グラシオン!/5.9度目の春/6.明求ラビリンス 10th Anniversary Edition/7.あいうえお/8.プレゼント/9.それでも尚、薔薇は咲く/10.Battle Kingdom/11.命が尽きるまで 10th Anniversary Edition/12.ぱっぱらばー/13.サンマdeサンバ/14.MyWay/15.刹那/16.大切なもの/17.goodbye 10th Anniversary Edition/18.未完成

### シングル
2016年
- 人間失格（7月）

2017年
- 命が尽きるまで（4月29日）

2019年
- 明求ラビリンス（9月27日）

2021年
- 刹那（1月11日）
- 9度目の春（3月18日）

2022年
- Answer（1月4日）
- Battle Kingdom（9月30日）
- 大切なもの（12月13日）

#### 2023年
- あいうえお(10月3日)

#### 2024年
- それでも尚、薔薇は咲く(12月29日)

#### 2025年
- サンマdeサンバ(4月29日)

## 配信番組

### ラセン階段 Who are you?
- 2017年に第15回まで配信された番組

### 篠原TV from ラセン階段
2020年より配信開始の番組。
- 「原付で伊勢神宮へ!」
- 「30時間テレビ2020」
- 「Dのお誕生日会」
- 「篠原28歳誕生日配信! 〜スタッフから篠原くんへプレゼントお渡し会〜」
- 「100日後にトランペットを吹く篠原」
- 「篠原Radio from ラセン階段」

### 篠原TV2 from ラセン階段
- 「原付旅再び」
- 「カレンダーを作ろう」

## 主催イベント
2019年
- ラセン階段Presents篠原Radio（不定期開催/StepHALL）

2020年
- 篠原LIVE in ラセン階段（不定期開催/StepHALL）
- 篠原FESTIVAL（9月24日/StepHALL・What'sUP?）

2021年〜2022年
- 篠原LIVE in ラセン階段（不定期開催/StepHALL）
- 篠原LIVE in HOPSTUDIO[11]（5月27日/HOPSTUDIO）
- ラセン階段 解散LIVE -Forever BEST. Beyond the Dimension-[12]（12月30日/StepHALL）

2023年
- BIGBANG〜The beginning of multiverse〜(4月13日/StepHALL)
- Battle kingdom-王冠奪還編-（6月20日/StepHALL）
- ぱっぱらぱーてぃー〜篠原 30th annivversary SP〜(9月28日/StepHALL)

2024年
- SHINOHARA FESTIVAL 2024(4月29日/StepHALL)
- 高野稜×篠原ヒカル(fromラセン階段) 合同企画 「怪人！アルコールマンの大宴〜飲んべぇ大集合！酔っ払い忘年会〜」(12月28日/StepHALL)

2025年
- SHINOHARA FESTIVAL 2025(4月29日/StepHALL)
- ラセン階段10周年記念ワンマンライブ「未完成」(10月12日/StepHALL)

## マルチバース
ラセン解散は2022年からマルチバース（多元宇宙論）に基づき、様々なバースのラセン階段を呼び起こすことにより多様な楽曲を制作している。
| verse                            | Song                   | 内容 |
| -------------------------------- | ---------------------- | --- |
| earth 01（元々の世界）           | Answer                 | 2021年12月30日（木）「解散ライブ」により次元が分裂。以後さまざまなバースのラセン階段が誕生する。                                  |
| earth 28（アイドルの世界）       | ぺちゃくちゃもぐもぐ   | 女性アイドルの世界 |
| earth 55（青春の世界）           | 大切なもの             | 忘れ去られた青春を取り戻し、再び新しい青春時代を呼び覚ます世界                                                                    |
| earth 67（ヒーローの世界）       | 原付戦隊チャレンジャー | 篠原ヒカルがヒーローになった世界。怪人ソクドイハーン(CV:YASU)から地球の平和を守るため、チャレンジャーが原付にまたがり、日夜戦う。 |
| earth 88(パリピの世界)           | ぱっぱらぱー           | パーリーピーポーで頭お花畑な世界                                                                                                  |
| earth 90(絶望の世界）            | ヒガンバナ             | 真っ暗な闇の中、手探りで進んでいく世界                                                                                            |
| earth 93（中世ヨーロッパの世界） | Battle Kingdom         | 中世ヨーロッパのような 一人の英雄が戦争の戦局を左右する世界                                                                       |